# Dongxing, Neijiang
Dongxing är ett stadsdistrikt i Neijiang i Sichuan-provinsen i sydvästra Kina.